# Lauttaskero (kulle, lat 67,75, long 23,95)
Lauttaskero är en kulle i Finland. Den ligger i Kolari kommun och landskapet Lappland, i den norra delen av landet, 800 km norr om huvudstaden Helsingfors. Toppen på Lauttaskero är 350 meter över havet.
Terrängen runt Lauttaskero är huvudsakligen platt.  Trakten runt Lauttaskero är nära nog obefolkad, med mindre än två invånare per kvadratkilometer. Närmaste större samhälle är Äkäslompolo, 18,2 km sydost om Lauttaskero. 